# Kauman (Karangrejo)
Kauman is een bestuurslaag in het regentschap Magetan van de provincie Oost-Java, Indonesië. Kauman telt 2332 inwoners (volkstelling 2010).